# Hudūd al-ʿĀlam
Das Ḥudūd al-ʿĀlam (حدود العالم, der Titel ist arabisch und bedeutet „die Grenzen/Horizonte der Welt“) ist eines der frühesten erhaltenen Werke der neupersischen Literatur. Das geographische Werk eines unbekannten Autors entstand im 10. Jahrhundert und beschreibt die Muslimen damals bekannte Welt. Es ist in nur einer Handschrift aus dem 13. Jahrhundert erhalten, die Ende des 19. Jahrhunderts entdeckt und 1930 erstmals veröffentlicht wurde.

## Autor
Der Autor des Ḥudūd al-ʿĀlam stammte aus Ǧūzǧān im heutigen Nord-Afghanistan, sein Name ist jedoch unbekannt. Möglicherweise wurde das Ḥudūd al-ʿĀlam von Šaʿyā ibn Farīġūn geschrieben, dem Autor einer Enzyklopädie der Wissenschaften mit dem Titel Ǧawāmiʿ al-ʿUlūm. Sein Name lässt auf eine Verbindung zur Lokaldynastie der Farīġūniden schließen, deren Emir Abū al-Ḥāriṯ Muḥammad ibn Aḥmad in Ǧuzǧān das Ḥudūd al-ʿĀlam gewidmet ist.
Wer immer das Ḥudūd al-ʿĀlam schrieb, war offenbar nicht viel gereist. Nur die Beschreibung seiner Heimat Ǧūzǧān und die der Region Gīlān basieren auf persönlicher Erfahrung. Für den Rest der Welt verlässt sich der Autor auf mündliche und schriftliche Berichte anderer.

## Überlieferung
Das Ḥudūd al-ʿĀlam wurde 982 verfasst. Erhalten ist aber nur eine Kopie von 1258, die in St. Petersburg liegt. Diese Kopie von Abū l-Muʾayyad ʿAbd al-Qayyūm ibn al-Huṣain ibn ʿAlī al-Fārisī wurde 1892 in Buchara von Mirza Abū l-Fażl Gulpaygānī (1844–1914) entdeckt und von dem russischen Generalmajor und Orientalisten Alexander Gregorevitsch Tumansky (1861–1920) erworben. Sie wurde zuerst 1930 von Wilhelm Barthold (1869–1930) und 1962 von Manūčihr Sotūdeh (1913–2016) veröffentlicht. 1937 wurde sie von Vladimir Minorsky (1877–1966) ins Englische übersetzt.
Das erhaltene Manuskript des Ḥudūd al-ʿĀlam ist Teil einer Anthologie, die folgende Werke enthält:
1. Ein geographisches Werk, das Ǧahān-Nāme von Muḥammad ibn Naǧīb Bakrān, 1267 von ʿIbād-Allāh Masʿūd ibn Muḥammad ibn Masʿūd al-Kirmānī kopiert
2. Ein kurzes Werk zu Musik von ustāẕ ʿAǧab az-Zamān ibn al-ustāẕ Ḫurāsān Muḥammad ibn Maḥmūd ibn Muḥammad Nīšāpūrī
3. .Das Ḥudūd al-ʿĀlam, Abschrift von 1258
4. Eine Enzyklopädie, das Ǧāmiʿ al-ʿUlūm von Faḫr ad-Dīn ar-Rāzī (1149–1209), 1259 kopiert

Das Manuskript des Ḥudūd al-ʿĀlam selbst besteht aus 39 Seiten à 28 × 18 cm. Die Schrift auf den Seiten bedeckt eine Fläche von 20 × 13 cm. Auf jeder Seite sind 23 äußerst reguläre Zeilen in nasḫ/ṯulṯ-Schrift geschrieben. Der Text ist größtenteils sehr gut erhalten. Lediglich die Seiten 28 und 29 sind leicht beschädigt und der untere Teil (Zeilen 17–23) von Seite 39 ist gerissen.

## Bedeutung für die persische Literatur
Das Ḥudūd al-ʿĀlam ist ein wichtiges Werk der frühen neupersischen Literatur. Es ist eines der frühesten erhaltenen Werke, sogar noch früher als Firdausis Šāh-Nāme. Es steht recht isoliert in dem persischen Textkorpus, da es sich auf frühere arabische Texte verlässt, und bisher kein Einfluss des Ḥudūd al-ʿĀlam auf spätere persische Literatur gefunden worden ist.

## Konzipierung
Das Ḥudūd al-ʿĀlam wurde ursprünglich möglicherweise als Vorwort zu einer Karte, die im Text mehrmals vom Autor erwähnt wird, geschrieben. Allerdings ist diese Karte nicht erhalten.
Der Inhalt basiert zum größten Teil auf Informationen anderer. Der Autor selbst nennt keine Quellen, jedoch hat Minorsky mögliche Quellen für das Ḥudūd al-ʿĀlam erschlossen:
1. Ibn Ḫordāḏbihs (820–912) Kitāb al-Masālik wa-l-Mamālik[23] (§§ zu China, Chuzestan, Byzanz, Nubien, Sudan)
2. Ein unbekanntes Werk, möglicherweise Ǧayhānīs verlorenes Kitāb al-Masālik wa-l-Mamālik (10. Jh.) (§§ zu Fernost und Turkvölkern)
3. Al-Iṣṭaḫrīs Kitāb al-Masālik wa-l-Mamālik[24] (10. Jh.) (§§ vom Indus bis zum Mittelmeer)
4. Weitere mögliche Quellen, deren Einfluss unsicher ist: al-Masʿūdī (ca. 895–957) und al-Hamdānīs (893–945) Ǧazīrat al-ʿArab.

Die kurzen, deskriptiven Sätze markieren einen sachlichen Stil des Autors. Er ist auch recht zurückhaltend in Bezug auf Ehrenbezeichnungen von Herrschern.

## Inhalt
Das Ḥudūd al-ʿĀlam ist eine Beschreibung der Welt, wie die Muslime des 10. Jahrhunderts sie kannten. Es ist allerdings weniger detailliert als z. B. das im selben Jahrzehnt verfassten geographischen Werk Aḥsan at-Taqāsīm von al-Maqdisī (gest. nach 998). Das Titelblatt enthält den Titel des Werks, einige Verse ohne Bezug zum Inhalt des Werks sowie später hinzugefügte Ergänzungen.
In der Beschreibung der Welt beginnt der Autor mit den Meeren, Inseln, Bergen, Flüssen und Wüsten und widmet danach jedem Land (nāhiye) ein Kapitel. Er teilt die Welt in drei Kontinente: Asien, Europa und Libyen (d. h. Afrika). Dabei unterscheidet er zwischen Ländern nördlich des Äquators, zu denen er den Großteil (45) zählt, und Ländern südlich des Äquators, von denen einige, wie Nubien und Abessinien, eigentlich nördlich des Äquators liegen.
Das Ḥudūd al-ʿĀlam unterscheidet sieben Meere: den Östlichen Ozean und den Westlichen Ozean (Atlantik) als zwei Hälften des Umschließenden Ozeans, das Große Meer (Indischer Ozean), das Mittelmeer (Meer der Rūm (Rom, Byzanz)) das Meer der Chasaren (Kaspisches Meer), das Meer der Georgier (Schwarzes Meer) und das Ḫwārizm-Meer (Aralsee). Der Umschließende Ozean sollte mythische Inseln haben, wie zum Beispiel je eine Insel der Männer und der Frauen, die sich jährlich an vier Tagen zur Fortpflanzung trafen.
Das Ḥudūd al-ʿĀlam gibt oft Details zu Lebensraum, lokalen Produkten und politischen Zugehörigkeiten. Das Kapitel zum Irak beispielsweise beginnt mit der Lage der Region, die durch die Nennung der angrenzenden Gebiete erklärt wird. Danach werden Eigenschaften der Region genannt, wie die blühende Landschaft, großer Wohlstand und viele Händler und Gelehrte. Weiterhin nennt der Autor sie den Sitz der großen Könige und weist auf Produkte der Region (Datteln, Textilien) hin. Nach dieser Einleitung folgt eine Liste der Provinzen und Städte der Region, die ähnliche Details wie in der Einleitung enthalten können. Diese Kapitelstruktur wird durch das gesamte Ḥudūd al-ʿĀlam beibehalten, nur in den Kapiteln zu den Oghusen, Petschenegen, Kiptschaken, Magyaren, Bulgaren, Mirvāt, Barāẕās, Buǧe und den südlichen bewohnten Ländern (§§ 19–22, 45–47, 51–52, 54, 58) fehlt die Liste der Provinzen und Städte.
Der Autor konzentriert sich in seiner Beschreibung der Welt zwar auf den islamischen Raum, geht aber mehr auf nicht-islamische Gebiete ein als arabische geographische Werke vor ihm. Er beginnt mit China und umliegenden Gebieten im Osten und beschreibt danach die verschiedenen Turkvölker von Südosten nach Nordwesten (§§ 9–22). An nächster Stelle stehen die Kapitel zu Regionen im und um den heutigen Iran (§§ 23–36). Hiernach kommt die Arabische Halbinsel und der Autor bewegt sich über Syrien nach Westen bis nach Spanien (§§ 37–41). Die nordwestlichen Gebiete beginnen mit Byzanz und enden mit den V.n.nd.r. (zwischen Schwarzem Meer und Karpaten) (§§ 42–52). Das Ḥudūd al-ʿĀlam schließt mit den südlicheren Gebieten Afrikas (§§ 54–60).

## Inhaltsverzeichnis
| Kapitel | Titel | Folio   |
| §1      | Vorwort (gušāyeš-e ketāb) | fol.1b  |
| §2      | Die Disposition (nihāẕ) der Erde; die Menge ihrer Kultivierung und Mangel an Kultivierung (miqdār-e ādāẕānī va vīrānī) und ihre Länder (nāḥiyat-hā) |         |
| §3      | Die Meere | fol.2a  |
| §4      | Die Inseln | fol.2b  |
| §5      | Die Berge | fol.4a  |
| §6      | Die Flüsse | fol.5b  |
| §7      | Die Wüsten | fol.12a |
| §8      | Die Länder der Welt | fol.13a |
| §9      | Das Land Ǧīnestān (China) | fol.13b |
| §10     | Das Land Hendūstān (Indien) | fol.14a |
| §11     | Das Land Tibet (Tibet) | fol.16a |
| §12     | Das Land der Toġuzġuz va Tatār (Toquz Oghuz und Tataren)                                                                                            | fol.16b |
| §13     | Das Land der Yaġmā (Yagma) | fol.17a |
| §14     | Das Land der Ḫirḫīz (Kirgisen) | fol.17b |
| §15     | Das Land der Ḫalluḫ (Karluken) | fol.17b |
| §16     | Das Land der Ǧekel (Tschigil) | fol.18a |
| §17     | Das Land der Tuḫs (am nördl. Ufer des Chu-Flusses)                                                                                                  | fol.18a |
| §18     | Das Land der Kīmāk (Kimek) | fol.18b |
| §19     | Das Land der Ġūz (Guzen) | fol.18b |
| §20     | Das Land der Baǧanāk (Petschenegen) | fol.18b |
| §21     | Das Land der Ḫefǧāḫ (Kiptschaken) | fol.19a |
| §22     | Das Land der Maǧġarī (Magyaren) | fol.19a |
| §23     | Das Land Ḫorāsān (Chorasan) | fol.19a |
| §24     | Das Land Ḥodūd-e Ḫorāsān (der Grenzgebiete von Chorasan)                                                                                            | fol.21b |
| §25     | Das Land Mā Warāʾ al-Nahr (Transoxanien) | fol.22b |
| §26     | Das Land Ḥodūd-e Mā Warāʾ al-Nahr (der Grenzgebiete von Transoxanien)                                                                               | fol.25b |
| §27     | Das Land Sind (Sindh) | fol.26a |
| §28     | Das Land Kermān (Kerman) | fol.26a |
| §29     | Das Land Fārs (Fars) | fol.27a |
| §30     | Das Land Ḫūzestān (Chuzestan) | fol.28a |
| §31     | Das Land Ǧebāl (Dschibal) | fol.28b |
| §32     | Das Land der Daylamān (Dailam) | fol.29b |
| §33     | Das Land ʿErāq (Irak) | fol.31a |
| §34     | Das Land Ǧazīra (Dschazīra) | fol.31b |
| §35     | Das Land Āẕarbāẕakān (Aserbaidschan) | fol.32a |
| §36     | Das Land Armīniya und Arrān (Armenien und Kaukasus)                                                                                                 | fol.32a |
| §37     | Das Land der ʿArab (Araber) | fol.33b |
| §38     | Das Land Šām (Syrien) | fol.34b |
| §39     | Das Land Miṣr (Ägypten) | fol.35a |
| §40     | Das Land Maġreb (Nordafrika ohne Ägypten) | fol.35b |
| §41     | Das Land Andalus (al-Andalus) | fol.36b |
| §42     | Das Land Rūm (Byzantinisches Reich) | fol.36b |
| §43     | Das Land der Ṣaqlāb (Slawen) | fol.37a |
| §44     | Das Land der Rūs (Rus) | fol.37b |
| §45     | Das Land der Bulġār-e Andarūnī (inneren Bulgaren)                                                                                                   | fol.38a |
| §46     | Das Land der Mirvāt (nördlich des Schwarzen Meeres)                                                                                                 | fol.38a |
| §47     | Das Land der Baǧanāk-e ḫazar (chasarischen Petschenegen)                                                                                            | fol.38a |
| §48     | Das Land der Alān (Alanen) | fol.38a |
| §49     | Das Land Sarīr (im heutigen Dagestan) | fol.38a |
| §50     | Das Land der Ḫazarān (Chasaren) | fol.38b |
| §51     | Das Land der Burṭās [eigentlich: Bulġār] (Bulgaren)                                                                                                 | fol.38b |
| §52     | Das Land der Barāẕās (zwischen Oka und Wolga) | fol.38b |
| §53     | Das Land der V.n.nd.r (zw. Schwarzem Meer und Karpaten)                                                                                             | fol.38b |
| §54     | Südliche bewohnte Länder | fol.39a |
| §55     | Das Land Zankestān (Ostküste Afrikas) | fol.39a |
| §56     | Das Land Zābaǧ (östlich von Zankestān) | fol.39a |
| §57     | Das Land Ḥabaše (Abessinien) | fol.39a |
| §58     | Das Land der Buǧe (Bedscha) | fol.39a |
| §59     | Das Land Nūbe (Nubien) | fol.39a |
| §60     | Das Land Sūdān (Sudan) | fol.39b |
| §61     | Epilog mit Kolophon | fol.39b |

### Hinweise zum Inhaltsverzeichnis
§4: Das Kapitel Inseln beinhaltet auch Halbinseln.
§§20 & 47: §20 beschreibt das alte Gebiet der Petschenegen, §47 das neue Gebiet nach ihrer Migration.
§§24 & 26: ḥudūd, normalerweise „Grenze“, meint hier die angrenzenden Gebiete.
§27: Mit der Region Sindh meinen muslimische Geographen die Region Belutschistan sowie die untere Region des Indus bis Arror.
§34: Ǧazīra („Insel“) bezeichnet hier ein Gebiet, das wegen seiner Lage zwischen Euphrat und Tigris an eine Insel erinnert. Die Bezeichnung ist aber nicht ganz zutreffend, da ein großer Teil des beschriebenen Gebiets am westlichen Ufer des Tigris liegt.
§46: Das Kapitel zu Mirvāt müsste seiner Lage nach nach §53 kommen.
§48: Die Alanen waren die Ahnen der heutigen Osseten.
§§48 & 49: Diese beiden Kapitel müssten ihrer Lage nach nach §36 kommen.
§51: Die Bezeichnung Burṭās ist hier falsch, da in diesem Kapitel die Wolga-Bulgaren beschrieben werden.
§56: Zābaǧ bezeichnet heute die Sundainseln sowie Java und Sumatra.
§57: Mit Ḥabaše bezeichneten frühe muslimische Geographen das Gebiet zwischen heutigem Eritrea und Somalia.
§60: Sūdān bezeichnet hier das gesamte Gebiet zwischen Atlantik und Nil.